# Heb je even voor mij
Heb je even voor mij is een Nederlandstalige single van de Nederlandse zanger Frans Bauer. Het nummer was de eerste nummer 1-hit die Bauer solo zong. Het lied is geschreven door zijn vaste producer en liedjesschrijver Emile Hartkamp en uitgegeven door Un Dos Tres Music (Strengholt Music Publishing BV).  

## Frans Bauer
In oktober 2002 verscheen de single voor het eerst in de Nederlandse hitlijsten. Heb je even voor mij is als B-kant gekoppeld aan de single Eens schijnt voor jou de zon. In de Single Top 100 wordt het nummer al snel een top 10-hit, maar in de Nederlandse Top 40 staat het nummer maar drie weken genoteerd met als hoogste notering 34.
In 2003 werd op RTL 4 de realitysoap De Bauers uitgezonden. De tune van het programma bestond uit het refrein van de single Heb je even voor mij. Hierdoor ontstond een grote vraag naar de single en werd het opnieuw uitgebracht. Dit keer met nog meer succes: in zowel de Single Top 100 als de Top 40 werd de single een nummer 1-hit. In de Top 40 sprong het van plaats 22 naar de eerste plaats, waardoor het lange tijd de grootste sprong ooit naar nummer 1 was.
In totaal stond de plaat twee weken op nummer 1 in de Top 40 en zeven weken bovenaan de Top 100. Heb je even voor mij is hiermee Bauers grootste hit tot dan toe. Het nummer kenmerkt zich door aanstekelijke, vrolijke en eenvoudige melodieën, wendingen en ritmes en is hierdoor ook een geliefd carnavals- en dansnummer.

### Hitnoteringen 2002

#### Nederlandse Top 40
| Hitnotering: 05-10-2002 t/m 19-10-2002 | Hitnotering: 05-10-2002 t/m 19-10-2002 | Hitnotering: 05-10-2002 t/m 19-10-2002 | Hitnotering: 05-10-2002 t/m 19-10-2002 | Hitnotering: 05-10-2002 t/m 19-10-2002 |
| Week:                                  | 1                                      | 2                                      | 3                                      |                                        |
| -------------------------------------- | -------------------------------------- | -------------------------------------- | -------------------------------------- | -------------------------------------- |
| Positie:                               | 34                                     | 35                                     | 35                                     | uit                                    |

#### NederlandseSingle Top 100
| Hitnotering: 21-09-2002 t/m 16-11-2002 | Hitnotering: 21-09-2002 t/m 16-11-2002 | Hitnotering: 21-09-2002 t/m 16-11-2002 | Hitnotering: 21-09-2002 t/m 16-11-2002 | Hitnotering: 21-09-2002 t/m 16-11-2002 | Hitnotering: 21-09-2002 t/m 16-11-2002 | Hitnotering: 21-09-2002 t/m 16-11-2002 | Hitnotering: 21-09-2002 t/m 16-11-2002 | Hitnotering: 21-09-2002 t/m 16-11-2002 | Hitnotering: 21-09-2002 t/m 16-11-2002 | Hitnotering: 21-09-2002 t/m 16-11-2002 |
| Week:                                  | 1                                      | 2                                      | 3                                      | 4                                      | 5                                      | 6                                      | 7                                      | 8                                      | 9                                      |                                        |
| -------------------------------------- | -------------------------------------- | -------------------------------------- | -------------------------------------- | -------------------------------------- | -------------------------------------- | -------------------------------------- | -------------------------------------- | -------------------------------------- | -------------------------------------- | -------------------------------------- |
| Positie:                               | 15                                     | 9                                      | 5                                      | 6                                      | 10                                     | 15                                     | 44                                     | 65                                     | 98                                     | uit                                    |

### Hitnoteringen 2003

#### Nederlandse Top 40
| Hitnotering: 22-11-2003 t/m 20-03-2004 | Hitnotering: 22-11-2003 t/m 20-03-2004 | Hitnotering: 22-11-2003 t/m 20-03-2004 | Hitnotering: 22-11-2003 t/m 20-03-2004 | Hitnotering: 22-11-2003 t/m 20-03-2004 | Hitnotering: 22-11-2003 t/m 20-03-2004 | Hitnotering: 22-11-2003 t/m 20-03-2004 | Hitnotering: 22-11-2003 t/m 20-03-2004 | Hitnotering: 22-11-2003 t/m 20-03-2004 | Hitnotering: 22-11-2003 t/m 20-03-2004 | Hitnotering: 22-11-2003 t/m 20-03-2004 | Hitnotering: 22-11-2003 t/m 20-03-2004 | Hitnotering: 22-11-2003 t/m 20-03-2004 | Hitnotering: 22-11-2003 t/m 20-03-2004 | Hitnotering: 22-11-2003 t/m 20-03-2004 | Hitnotering: 22-11-2003 t/m 20-03-2004 | Hitnotering: 22-11-2003 t/m 20-03-2004 | Hitnotering: 22-11-2003 t/m 20-03-2004 | Hitnotering: 22-11-2003 t/m 20-03-2004 | Hitnotering: 22-11-2003 t/m 20-03-2004 |
| Week:                                  | 1                                      | 2                                      | 3                                      | 4                                      | 5                                      | 6                                      | 7                                      | 8                                      | 9                                      | 10                                     | 11                                     | 12                                     | 13                                     | 14                                     | 15                                     | 16                                     | 17                                     | 18                                     |                                        |
| -------------------------------------- | -------------------------------------- | -------------------------------------- | -------------------------------------- | -------------------------------------- | -------------------------------------- | -------------------------------------- | -------------------------------------- | -------------------------------------- | -------------------------------------- | -------------------------------------- | -------------------------------------- | -------------------------------------- | -------------------------------------- | -------------------------------------- | -------------------------------------- | -------------------------------------- | -------------------------------------- | -------------------------------------- | -------------------------------------- |
| Positie:                               | 26                                     | 22                                     | 1                                      | 1                                      | 2                                      | 2                                      | 2                                      | 2                                      | 2                                      | 2                                      | 2                                      | 3                                      | 8                                      | 15                                     | 19                                     | 28                                     | 36                                     | 36                                     | uit                                    |

#### NederlandseSingle Top 100
| Hitnotering: 15-11-2003 t/m 29-05-2004 | Hitnotering: 15-11-2003 t/m 29-05-2004 | Hitnotering: 15-11-2003 t/m 29-05-2004 | Hitnotering: 15-11-2003 t/m 29-05-2004 | Hitnotering: 15-11-2003 t/m 29-05-2004 | Hitnotering: 15-11-2003 t/m 29-05-2004 | Hitnotering: 15-11-2003 t/m 29-05-2004 | Hitnotering: 15-11-2003 t/m 29-05-2004 | Hitnotering: 15-11-2003 t/m 29-05-2004 | Hitnotering: 15-11-2003 t/m 29-05-2004 | Hitnotering: 15-11-2003 t/m 29-05-2004 | Hitnotering: 15-11-2003 t/m 29-05-2004 | Hitnotering: 15-11-2003 t/m 29-05-2004 | Hitnotering: 15-11-2003 t/m 29-05-2004 | Hitnotering: 15-11-2003 t/m 29-05-2004 | Hitnotering: 15-11-2003 t/m 29-05-2004 |
| Week:                                  | 1                                      | 2                                      | 3                                      | 4                                      | 5                                      | 6                                      | 7                                      | 8                                      | 9                                      | 10                                     | 11                                     | 12                                     | 13                                     | 14                                     | 15                                     |
| -------------------------------------- | -------------------------------------- | -------------------------------------- | -------------------------------------- | -------------------------------------- | -------------------------------------- | -------------------------------------- | -------------------------------------- | -------------------------------------- | -------------------------------------- | -------------------------------------- | -------------------------------------- | -------------------------------------- | -------------------------------------- | -------------------------------------- | -------------------------------------- |
| Positie:                               | 44                                     | 17                                     | 8                                      | 1                                      | 1                                      | 1                                      | 1                                      | 1                                      | 1                                      | 1                                      | 2                                      | 2                                      | 2                                      | 3                                      | 5                                      |
| Week:                                  | 16                                     | 17                                     | 18                                     | 19                                     | 20                                     | 21                                     | 22                                     | 23                                     | 24                                     | 25                                     | 26                                     | 27                                     | 28                                     | 29                                     |                                        |
| Positie:                               | 6                                      | 11                                     | 12                                     | 11                                     | 19                                     | 24                                     | 31                                     | 37                                     | 45                                     | 42                                     | 59                                     | 68                                     | 49                                     | 78                                     | uit                                    |

#### VlaamseUltratop 50
| Hitnotering: (Week 1 t/m 4) 24-01-2004 t/m 14-02-2004 Hitnotering: (Week 5 t/m 21) 06-08-2005 t/m 26-11-2005 | Hitnotering: (Week 1 t/m 4) 24-01-2004 t/m 14-02-2004 Hitnotering: (Week 5 t/m 21) 06-08-2005 t/m 26-11-2005 | Hitnotering: (Week 1 t/m 4) 24-01-2004 t/m 14-02-2004 Hitnotering: (Week 5 t/m 21) 06-08-2005 t/m 26-11-2005 | Hitnotering: (Week 1 t/m 4) 24-01-2004 t/m 14-02-2004 Hitnotering: (Week 5 t/m 21) 06-08-2005 t/m 26-11-2005 | Hitnotering: (Week 1 t/m 4) 24-01-2004 t/m 14-02-2004 Hitnotering: (Week 5 t/m 21) 06-08-2005 t/m 26-11-2005 | Hitnotering: (Week 1 t/m 4) 24-01-2004 t/m 14-02-2004 Hitnotering: (Week 5 t/m 21) 06-08-2005 t/m 26-11-2005 | Hitnotering: (Week 1 t/m 4) 24-01-2004 t/m 14-02-2004 Hitnotering: (Week 5 t/m 21) 06-08-2005 t/m 26-11-2005 | Hitnotering: (Week 1 t/m 4) 24-01-2004 t/m 14-02-2004 Hitnotering: (Week 5 t/m 21) 06-08-2005 t/m 26-11-2005 | Hitnotering: (Week 1 t/m 4) 24-01-2004 t/m 14-02-2004 Hitnotering: (Week 5 t/m 21) 06-08-2005 t/m 26-11-2005 | Hitnotering: (Week 1 t/m 4) 24-01-2004 t/m 14-02-2004 Hitnotering: (Week 5 t/m 21) 06-08-2005 t/m 26-11-2005 | Hitnotering: (Week 1 t/m 4) 24-01-2004 t/m 14-02-2004 Hitnotering: (Week 5 t/m 21) 06-08-2005 t/m 26-11-2005 | Hitnotering: (Week 1 t/m 4) 24-01-2004 t/m 14-02-2004 Hitnotering: (Week 5 t/m 21) 06-08-2005 t/m 26-11-2005 | Hitnotering: (Week 1 t/m 4) 24-01-2004 t/m 14-02-2004 Hitnotering: (Week 5 t/m 21) 06-08-2005 t/m 26-11-2005 |
| Week: | 1 | 2 | 3 | 4 | | 5 | 6 | 7 | 8 | 9 | 10 | 11 |
| --- | --- | --- | --- | --- | --- | --- | --- | --- | --- | --- | --- | --- |
| Positie: | 50 | 44 | 41 | 47 | uit | 14 | 7 | 9 | 9 | 6 | 7 | 7 |
| Week: | 12 | 13 | 14 | 15 | 16 | 17 | 18 | 19 | 20 | 21 | | |
| Positie: | 7 | 17 | 23 | 28 | 29 | 42 | 50 | 50 | 50 | 50 | uit | |

#### NPO Radio 2 Top 2000
| Nummer met noteringen in de NPO Radio 2 Top 2000 | '05 | '06 | '07 | '08 | '09  | '10  | '11  |
| ------------------------------------------------ | --- | --- | --- | --- | ---- | ---- | ---- |
| Heb je even voor mij                             | 652 | 349 | 534 | 710 | 1157 | 1812 | 1837 |

1. ↑  Een vetgedrukt getal geeft de hoogste notering aan.
2. ↑  2005 was het eerste jaar met een notering voor dit nummer.
3. ↑  Deze tabel is bijgewerkt tot en met de laatste editie (2024).

## DJ Maurice
Eind 2003 bracht de Nederlandse diskjockey Maurice Huismans, beter bekend als DJ Maurice, een feestversie uit van Heb je even voor mij. Het nummer bereikte de zevende plaats in de Nederlandse Single Top 100 en kwam tot nummer 21 in de Nederlandse Top 40. Het nummer stond samen met het origineel van Frans Bauer 5 weken tegelijk genoteerd in de top 10 van de Nederlandse Single Top 100.

### Hitnoteringen

#### Nederlandse Top 40
| Hitnotering: 27-12-2003 t/m 07-02-2004 | Hitnotering: 27-12-2003 t/m 07-02-2004 | Hitnotering: 27-12-2003 t/m 07-02-2004 | Hitnotering: 27-12-2003 t/m 07-02-2004 | Hitnotering: 27-12-2003 t/m 07-02-2004 | Hitnotering: 27-12-2003 t/m 07-02-2004 | Hitnotering: 27-12-2003 t/m 07-02-2004 | Hitnotering: 27-12-2003 t/m 07-02-2004 | Hitnotering: 27-12-2003 t/m 07-02-2004 |
| Week:                                  | 1                                      | 2                                      | 3                                      | 4                                      | 5                                      | 6                                      | 7                                      |                                        |
| -------------------------------------- | -------------------------------------- | -------------------------------------- | -------------------------------------- | -------------------------------------- | -------------------------------------- | -------------------------------------- | -------------------------------------- | -------------------------------------- |
| Positie:                               | 31                                     | 30                                     | 27                                     | 23                                     | 22                                     | 21                                     | 27                                     | uit                                    |

#### NederlandseSingle Top 100
| Hitnotering: 20-12-2003 t/m 06-03-2004 | Hitnotering: 20-12-2003 t/m 06-03-2004 | Hitnotering: 20-12-2003 t/m 06-03-2004 | Hitnotering: 20-12-2003 t/m 06-03-2004 | Hitnotering: 20-12-2003 t/m 06-03-2004 | Hitnotering: 20-12-2003 t/m 06-03-2004 | Hitnotering: 20-12-2003 t/m 06-03-2004 | Hitnotering: 20-12-2003 t/m 06-03-2004 | Hitnotering: 20-12-2003 t/m 06-03-2004 | Hitnotering: 20-12-2003 t/m 06-03-2004 | Hitnotering: 20-12-2003 t/m 06-03-2004 | Hitnotering: 20-12-2003 t/m 06-03-2004 | Hitnotering: 20-12-2003 t/m 06-03-2004 | Hitnotering: 20-12-2003 t/m 06-03-2004 |
| Week:                                  | 1                                      | 2                                      | 3                                      | 4                                      | 5                                      | 6                                      | 7                                      | 8                                      | 9                                      | 10                                     | 11                                     | 12                                     |                                        |
| -------------------------------------- | -------------------------------------- | -------------------------------------- | -------------------------------------- | -------------------------------------- | -------------------------------------- | -------------------------------------- | -------------------------------------- | -------------------------------------- | -------------------------------------- | -------------------------------------- | -------------------------------------- | -------------------------------------- | -------------------------------------- |
| Positie:                               | 35                                     | 9                                      | 8                                      | 8                                      | 7                                      | 10                                     | 14                                     | 19                                     | 25                                     | 44                                     | 62                                     | 71                                     | uit                                    |

## Trivia
- Tijdens het door Linda de Mol gepresenteerde programma Deze quiz is voor jou dat begin 2020 werd uitgezonden, werd bij het bekendmaken van de persoon voor wie het bij elkaar gespeelde bedrag was bestemd een quizballade gezongen op de melodie van Heb je even voor mij. Deze had de volgende tekst: "Deze quiz is voor jou, voor een man of een vrouw, met een beetje geluk kan je dag niet meer stuk, deze quiz is voor jou, deze quiz is voor jou, voor een man of een vrouw, ja we zijn op het punt, want het is je gegund, deze quiz is voor jou."
- Het lied werd gesampled in Dansen op labanta van Glowinthedark, SFB en Philly Moré uit 2016.
- In augustus 2023 werd bekend bij een radio-interview van Bauer bij Radio 538 dat het nummer oorspronkelijk was geschreven voor Jody Bernal[1]. De toenmalige manager weigerde toen het nummer, waarna Bauer ervoor koos het uit te brengen. In oktober 2023 werden plannen aangekondigd om er samen een duet mee te maken, maar in juni 2024 werd bekend dat dit project niet doorging.